# امیسون (ایندیانا)
امیسون (به انگلیسی: Emison) یک منطقهٔ مسکونی در ایالات متحده آمریکا است که در شهرستان ناکس، ایندیانا واقع شده‌است. امیسون ۱۵۴ نفر جمعیت دارد و ۱۴۱٫۱۲ متر بالاتر از سطح دریا واقع شده‌است.